# Copestylum cyanoprora
Copestylum cyanoprora är en tvåvingeart som först beskrevs av Charles Howard Curran 1939.  Copestylum cyanoprora ingår i släktet Copestylum och familjen blomflugor.
Artens utbredningsområde är Venezuela. Inga underarter finns listade i Catalogue of Life.